# نوردهایم (بادن-وورتمبرگ)
نوردهایم (به آلمانی: Nordheim) یک شهر در آلمان است که در هایلبرون واقع شده‌است. نوردهایم ۷٬۵۱۴ نفر جمعیت دارد.